# Dnd (Computerspiel)
dnd (auch The Game of Dungeons) ist ein Computer-Rollenspiel. Es gilt als eines der ältesten noch erhaltene Computerspiele dieses Genres. Geschrieben wurde es ab etwa 1974 von Gary Whisenhunt und Ray Wood an der Universität von Illinois, wo es auf einer frühen Computerlernumgebung namens PLATO lief.

## Spielprinzip
Der Spieler steuert in dnd einen selbsterschaffenen Charakter durch einen großen Dungeon mit mehreren Ebenen, wobei man auf dem Weg zum Spielziel feindliche Monster bekämpfen muss und sich mit gefundenen Gegenständen ausrüsten kann. Eine einfach stilisierte grafische Darstellung illustriert dabei das Geschehen.
Es finden sich bereits alle grundlegenden Merkmale von modernen Computer-Rollenspielen: Der Spieler erschafft eine Spielfigur nach eigenen Wünschen, die sich kontinuierlich weiterentwickelt und durch gefundene Gegenstände immer mächtiger wird. Auch ein einfaches Magiesystem ist bereits vorhanden. Die Gegner werden mit jeder Verliesebene stärker und reagieren unterschiedlich auf verschiedene Zaubersprüche. Das Spiel besitzt ein definiertes Endziel und bietet ein einfaches Handelssystem im Rahmen von zwei Händlern, bei denen verschiedene Gegenstände erworben werden können. Dringt man tiefer in das Verlies vor, kann man Ebenen mittels Teleportation überspringen.

## Entwicklung

### Vorgänger
Die genaue Chronologie der frühesten Computer-Rollenspiele ist bislang nicht präzise aufgearbeitet. Es ist davon auszugehen, dass seit Veröffentlichung von Dungeons & Dragons 1974 mehrere Versuche gestartet wurden, entsprechende grafisch gestaltete Softwarenachbauten zu entwerfen. Viele Programme blieben unbekannt und wurden von den Systemadministratoren wieder gelöscht, da Computerspiele damals als Verschwendung von Rechenzeit und Ressourcen galten. Über einen Vorgänger mit dem Titel m199h existieren lediglich noch Berichte, das Programm selbst gilt als verloren. Ob es davor noch rein textbasierte Rollenspiele gab, ist unbekannt, wird aber angenommen.
Widersprüchlich sind die Einschätzungen, ob pedit5 vor dnd veröffentlicht wurde. Hier widersprechen sich unter anderem die Angaben der Autoren. pedit5-Entwickler Rusty Rutherford sprach von einer zeitgleichen Entwicklung beider Spiele und gab als Veröffentlichungszeitraum seines Titels das Ende des Jahres 1975 an. Whisenhunt und Hunt sprechen dagegen von pedit5 als direktem Vorbild für die Entwicklung von dnd und einem Entwicklungsbeginn für ihr Programm zwischen Ende 1974 und Anfang 1975. Der Ludohistoriker Jimmy Maher setzt den Fertigstellungszeitpunkt von dnd auf Oktober 1976 fest.

### Entwicklerteam
Das Programm wurde ursprünglich von Gary Whisenhunt und Ray Wood programmiert, die zum Zeitpunkt der Entstehung Studenten an der Southern Illinois University waren, Wood als Elektroingenieur und Whisenhunt ursprünglich mit Schwerpunkt Psychologie und Politikwissenschaften, aufgrund seiner Erfahrungen mit dnd später dann Informatik. Beide waren begeisterte Computerspieler von Titeln wie Empire, Moon War, Dogfight, Star Trek, Spasim, Airwar und angeblich auch pedit5, das sich großer Beliebtheit unter den Studenten erfreute. Weil pedit5 jedoch regelmäßig von den Administratoren des Systems gelöscht wurde, da es als Verschwendung von Systemressourcen betrachtet wurde, entschlossen sich Whisenhunt und Wood vermutlich Ende 1974 ein eigenes Programm zu schreiben. Erleichtert wurde ihre Arbeit, da sie ab Sommer 1975 selbst Administratoren des Systems wurden. Whisenhunt war hauptsächlich für die Grunddaten verantwortlich, Wood für die Kämpfe und die Belohnungen.
Ende 1975 begann auch Dirk Pellet mit dem Studium und machte Wood und Whisenhunt, obwohl es nie zu einem direkten persönlichen Kontakt kam, zahlreiche Vorschläge zur Verbesserung des Spiels, sodass beide ihm schließlich Bearbeitungsrechte gaben, da sie selbst nicht ausreichend Zeit zur Weiterentwicklung des Programms aufbringen konnten. 1977 stieß schließlich Dirks Bruder Flint hinzu.

### Entstehung
Das Programm startete ursprünglich mit zwei Dungeonlevels, die aus mehreren Kammern bestanden, die durch eine Oktalzahl repräsentiert wurde. Einen ersten Fortschritt stellte die Entwicklung eines grafischen Editors dar, der das Entwerfen neuer Levels deutlich vereinfachte und beschleunigte. Durch den zunehmenden Umfang des Spiels rückte nun das Balancing der Kämpfe und des Spielfortschritts in den Vordergrund. Um für eine besondere Herausforderung zu sorgen, entschieden sich Wood und Whisenhunt dann für den Einbau eines Kampfes gegen einen besonders schweren Endgegner am Schluss des Spiels.
Das Spiel sollte primär der Unterhaltung dienen, weshalb Wood und Whisenhunt viel mit Humor und Anspielungen arbeiteten, etwa einem unbeliebten Mitstudenten als Vorlage für ein Monster im Spiel. Es wurden aber auch einige spielerische Neuerungen im Vergleich zu anderen Spielen eingebaut, etwa die Orb, Teleporter und die Idee des Boss Monsters. Teleporter wurden hauptsächlich deshalb verwendet, weil sich der Einbau von Treppen als zu große Herausforderung darstellte. Gemäß Flint Pellet sollte dnd aber auch herausfordernd sein. In dem Zusammenhang bildete auch die Kommunikation des Programms mit dem Spieler einen Schwerpunkt. So gab es im Kampf verschiedene Bedingungen herauszufinden und zu beachten (z. B. wurden Feuerwesen durch Feuerzauber geheilt), durch entsprechendes Feedback sollte dem Spieler außerdem ein Gefühl dafür geben werden, wie das Spiel zu meistern sei. Gerade die Möglichkeit des Spielers, das Risiko zu einem gewissen Grad selbst mitbestimmen und den Dungeon wieder verlassen zu können, war nach Dirk Pellet ein Unterscheidungsmerkmal gegenüber pedit5 und anderen Spielen, bei denen das Spiel bis zum Tod der Spielfigur ging und jederzeit durch Kämpfe gegen ungleich schwierigere Gegner beendet werden konnte. Während der mehrjährigen Weiterentwicklung des Programms wurde das Feedback der Spieler einbezogen, das in einer Notizdatei eingetragen und diskutiert werden konnte.
Während das Grundspiel vollständig von Wood und Whisenhunt entwickelt wurde, stammte ein Großteil der Inhalte wie Ausrüstungsgegenstände, Tränke, magische Bücher, Rutschen oder eine Wunderlampe von Dirk Pellet und dessen Bruder Flint. Pellet griff dabei unter anderem auf das D&D-Regelwerk zurück und importierte anfangs 1:1 Gegenstandsbeschreibung aus dem Regelwerk in das Spiel. Flint Pellet überarbeitete außerdem auch Programmteile, etwa um die Berechnungen und die Bildausgabe zu beschleunigen. Bei Woods und Whisenhunts Abgang von der Universität übergaben sie die Betreuung des Programms vollständig an Dirk und Flint Pellett. Diese betreuten und verbesserten das Spiel über lange Jahre immer weiter, bis sie zwischen 1986 und 1988 die Weiterentwicklung einstellten.
Im Laufe der Zeit gab es verschiedene Klone und Erweiterungen für dnd. Die Erweiterungen fügten hauptsächlich zusätzliche Schätze und weitere, vom ursprünglichen unabhängige Verliese hinzu. Andere Autoren erschufen eigene Systeme, die ganz oder teilweise auf dem dnd-Code basierten, und für eine weite Verbreitung dieses noch jungen Spielegenres sorgten. Der bekannteste Ableger von dnd dürfte das kommerziell vermarktete Telengard sein, das Dirk Pellet zeitweise als Plagiat bezeichnete. Das Gleiche warf er auch dem Programm Sorcery vor, das von einem PLATO-Nutzer namens Balsabrain stammte, dem Pseudonym des Wizardry-Schöpfers Robert Woodhead.
Der Name dnd stammt von der Abkürzung D&D des Pen-&-Paper-Rollenspiels Dungeons & Dragons, welches ebenfalls 1974 erschien.

## Rezeption
Sicherheitskopien auf Band zeigten, dass dnd zu seiner Zeit erstaunlich populär war trotz des hohen Schwierigkeitsgrades. Auch retrospektiv betrachtet sei es trotz seines Alters immer noch ein gutes Spiel. Das Kartieren der Räume mache Spaß. Das Spielprinzip sei unverwüstlich.